# Bisbat d'Angulema
El bisbat d'Angulema (francès: Diocèse d'Angoulême, llatí: Dioecesis Engolismensis) és una seu de l'Església Catòlica a França, sufragània de l'arquebisbat de Poitiers. Al 2012 tenia 264.000 batejats sobre una població de 352.110 habitants. Actualment està regida pel bisbe Hervé Gosselin.

## Territori
La diòcesi comprèn el departament francès de Charente.
La seu episcopal és la ciutat d'Angulema, on es troba la catedral de sant Pere.
El territori s'estén sobre 5.972 km², i està dividit en 88 parròquies, agrupades en 13 vicariats.

## Història
La diòcesi dels civitas Ecolisnenses està testificada a partir del segle iv, sufragània de l'arxidiòcesi de Bordeus, seu metropolitana de la província romana de l'Aquitània segona. Segons la tradició, el primer bisbe i patró de la diòcesi va ser sant Anuni, el culte del qual està testificat des del segle xi.
A la segona meitat del segle v, la diòcesi va caure en el poder del rei visigòtic Euric, que va recolzar l'heretgia arriana.
Un altre període de crisi a la diòcesi va tenir lloc entre els segles vii i viii, quan la successió episcopal sembla interrompuda, a causa de la invasió dels vikings.
A partir de 1110, amb el bisbe Gérard de Blaye, es va iniciar la construcció de la catedral, consagrada l'any 1128. Malmesa durant les guerres de religió al segle xvi, va ser reconstruïda el 1628.
Es van celebrar tres concilis a Angulema durant l'edat mitjana, respectivament en 1117, 1118 i 1170.
El 1673, el bisbe François de Péricard instituí el seminari diocesà.
Seguint el concordat amb la butlla Qui Christi Domini del Papa Pius VII del 29 de novembre de 1801, va incorporar el territori de les diòcesis de Périgueux i Sarlat i part de la de les diòcesis de Saintes i de Llemotges.
El 6 d'octubre de 1822 va restablir la diòcesi de Périgueux, obtenint el seu territori des de la diòcesi d'Angulema.
El 8 de desembre de 2002, després de la reorganització de les circumscripcions eclesiàstiques franceses, va passar a formar part de la província eclesiàstica de l'arxidiòcesi de Poitiers.

## Cronologia episcopal
Un catàleg de bisbes d'Angoulême, que en la seva part més antiga es remunta a finals del segle x, es conserva a la Biblioteca Vaticana i conté una sèrie episcopal fins a Hugues de La Rochefoucauld († 1159). El text del catàleg va ser publicat per primera vegada per Puybaudet el 1897; a excepció de moltes omissions relatives als primers segles, el catàleg és considerat genuí per Duchesne per la seva antiguitat.
- Sant'Ausonio †
- Dinamio † (primera meitat del segle v)[1]
- Lupicino † (abans de 511 - després de 541)[1]
- Sant'Aptonio † (vers 542 - després de 549)[2]
- Mererio o Magnachario †
- Frontonio †
- Eraclio † (? - vers 580 mort)[3]
- Nicasio † (abans de 585 - després de 590)
- Bassolo † (citat el 614)
- Giboaldo † (citat el 616)[4]
- Namazio † (citat el 627)
- Eparzio o Ebergeno † (segle vii)[5]
- Tomiano † (abans de 667 - després de 673/675)[6]
- Ardoino †[7]
- Fredeberto †[8]
- Sideramno †[9]
- Launo † (prima dell'852[10] - dopo l'860)
- Girbaldo[11]† (? - 23 de desembre de 864 mort)
- Elia † (prima dell'866 - 22 de setembre de 875 mort)
- Oliba † (prima dell'879 - 3 de setembre de 892 mort)
- Anatolio † (? - 20 d'abril de 895 mort)
- Godalberto †[12]
- Gumbaldo † (de febrer de 897 - 23 de març de 940 mort)
- Fulcaldo † (? - de febrer de 951 mort)
- Ebbone (o Ebulo) † (maggio 952 - 18 de gener de 964 mort)
- Ranulfo † (maggio 964 - 14 de gener de 973 mort)
- Ugo di Jarnac † (21 de març de 973 - 24 de novembre de 990 mort)
- Grimoaldo † (vers 991 - 28 de gener de 1018 mort)[13]
- Rohon † (vers 1019 - 9 d'abril de vers 1031/1038 mort)
- Gérard I Malard † (citat el 1038 - 15 de juny de vers 1040/1043 mort)
- Guillaume Taillefer † (citat el 1043 - 20 de setembre de 1076 mort)
- Aimar † (1076 - 4 de setembre de 1101 mort)
- Gérard de Blaye † (1101 - 1 de març de 1136 mort)
- Lambert † (1136 - 13 de juny de 1148 mort)
- Hugues de La Rochefoucauld † (1148 - 12 d'agost de 1159 mort)[14]
- Pierre de Laumont de Sainneville † (1159 - després de 1178)
- Jean de Saint-Val † (abans de 1182 - vers 1206 mort)
- Guillaume II † (1206 - vers 1226)
- Jean Guillot † (1226 - després de 1238)
- Radulf † (1 de juny de 1241 - ?)
- Pierre I † (abans de 1247 - 1251)
- Robert de Montberon † (abril de 1251 - ?)
- Pierre II † (citat el 1260)
- Raymond † (citat el 1265)
- Guillaume III † (citat el 1266)
- Robert † (citat el 1268)
- Pierre III † (22 de novembre de 1272 - 16 d'agost de 1273 mort)
- Guillaume de Blaye † (1273 - 22 de setembre de 1307 mort)
- Foulques de La Rochefoucauld, O.P. † (14 d'abril de 1308 - 1312 o 1313 mort)
- Olivier, O.S.B. † (13 d'octubre de 1313 - 1315 mort)
- Jean † (1315 - ? mort)
- Gaillard de Faugères (o de Falguières) † (24 de gener de 1318 - de juny de 1328 mort)
- Aiglin de Blaye † (27 de juny de 1328 - 1363 ? mort)
- Hélie de Pons † (25 de febrer de 1363 - ? mort)
- Jean Bertet, O.P. † (20 de juny de 1380 - ? mort)
- Gaillard † (25 d'octubre de 1384 - 1390 ? mort)
- Guillaume IV, O.S.B. † (5 d'abril de 1391 - ? mort)
- Jean Fleury, O.Cist. † (31 d'agost de 1412 - 13 de juliol de 1431 nomenat bisbe de Luçon)
- Robert de Montbron † (8 d'agost de 1431 - ? renuncià)
- Geoffroi de Pompadour † (24 de juliol de 1465 - 6 de juliol de 1470 nomenat bisbe de Périgueux)
- Raoul du Fou † (6 de juliol de 1470 - 22 de novembre de 1479 nomenat bisbe d'Évreux)
- Robert de Luxembourg † (15 de novembre de 1479 - ? mort)
- Octavien de Saint-Gelais † (18 d'octubre de 1493 - 1502 mort)
- Hugues de Baure † (11 de gener de 1503 - 1505 ? mort)
- Antoine d'Estaing † (16 de setembre de 1506 - 28 de febrer de 1523 mort)
- Antoine de La Barre † (14 de gener de 1524 - 16 de març de 1528 nomenat arquebisbe de Tours)
- Jacques Babou de La Bourdaisière † (16 de març de 1528 - 26 de novembre de 1532 mort)
- Philibert Babou de la Bourdaisière † (13 de gener de 1533 - 4 de juny de 1567 renuncià)
- Charles de Bony † (4 de juny de 1567 - 14 de desembre de 1603 mort)
  - Sede vacante (1603-1607)
- Antoine de La Rochefoucauld † (13 d'agost de 1607 - 24 de desembre de 1634 mort)
- Jacques Le Noël du Perron † (28 de gener de 1636 - 1646 o 1647 renuncià)[15]
- François de Péricard † (18 de febrer de 1647 - 29 de setembre de 1687 mort)
  - Sede vacante (1687-1692)
- Cyprien-Gabriel Bénard de Résay † (10 de març de 1692[16] - 5 o 12 de gener de 1737 mort)
- François du Verdier † (16 de desembre de 1737 - 21 de setembre de 1753 mort)
- Joseph-Amédée de Broglie † (11 de febrer de 1754 - 19 d'abril de 1784 mort)
- Philippe-François d'Albignac de Castelnau † (25 de juny de 1784 - 1806 mort)[17]
- Dominique Lacombe † (30 d'abril de 1802 - 7 d'abril de 1823 mort)
- Jean-Joseph-Pierre Guigou † (3 de maig de 1824 - 21 de maig de 1842 mort)
- René-François Régnier † (22 de juliol de 1842 - 30 de setembre de 1850 nomenat arquebisbe de Cambrai)
- Antoine-Charles Cousseau † (30 de setembre de 1850 - 3 de març de 1873 renuncià)
- Alexandre-Léopold Sebaux † (21 de març de 1873 - 17 de maig de 1891 mort)
- Jean-Baptiste Frérot † (11 de juliol de 1892 - 6 de setembre de 1899 mort)
- Jean Louis Mando † (14 de desembre de 1899 - 24 de juliol de 1900 mort)
- Joseph-François-Ernest Ricard † (18 d'abril de 1901 - 15 d'abril de 1907 nomenat arquebisbe d'Aush)
- Henri-Marie Arlet † (7 d'agost de 1907 - 15 de maig de 1933 mort)
- Jean-Baptiste Mégnin † (7 de desembre de 1933 - 9 de maig de 1965 mort)
- René-Noël-Joseph Kérautret † (9 de maig de 1965 - 1 de juliol de 1975 renuncià)
- Georges Rol † (1 de juliol de 1975 - 22 de desembre de 1993 renuncià)
- Claude Jean Pierre Dagens (22 de desembre de 1993 - 9 de novembre de 2015 jubilat)
- Hervé Gosselin, des del 9 de novembre de 2015

## Estadístiques
A finals del 2012, la diòcesi tenia 264.000 batejats sobre una població de 352.110 persones, equivalent al 75,0% del total.
| any  | població | població | població | sacerdots | sacerdots       | sacerdots       | sacerdots             | diaques | religiosos | religiosos | parròquies |
| ---- | -------- | -------- | -------- | --------- | --------------- | --------------- | --------------------- | ------- | ---------- | ---------- | ---------- |
| any  | batejats | total    | %        | total     | clergat secular | clergat regular | batejats por sacerdot | diaques | homes      | dones      |            |
| 1959 | 300.000  | 311.137  | 96,4     | 297       | 260             | 37              | 1.010                 |         | 48         | 507        | 362        |
| 1970 | 320.000  | 331.016  | 96,7     | 266       | 232             | 34              | 1.203                 |         | 40         | 540        | 363        |
| 1980 | 234.000  | 343.000  | 68,2     | 209       | 171             | 38              | 1.119                 | 1       | 43         | 364        | 430        |
| 1990 | 280.500  | 340.770  | 82,3     | 172       | 146             | 26              | 1.630                 | 4       | 29         | 362        | 374        |
| 1999 | 270.000  | 342.000  | 78,9     | 130       | 109             | 21              | 2.076                 | 7       | 33         | 272        | 149        |
| 2000 | 240.000  | 339.628  | 70,7     | 123       | 106             | 17              | 1.951                 | 7       | 29         | 284        | 148        |
| 2001 | 240.000  | 339.628  | 70,7     | 114       | 98              | 16              | 2.105                 | 7       | 27         | 258        | 149        |
| 2002 | 240.000  | 339.628  | 70,7     | 114       | 99              | 15              | 2.105                 | 7       | 26         | 250        | 149        |
| 2003 | 240.000  | 339.628  | 70,7     | 114       | 96              | 18              | 2.105                 | 7       | 29         | 249        | 139        |
| 2004 | 240.000  | 339.628  | 70,7     | 110       | 93              | 17              | 2.181                 | 7       | 28         | 234        | 125        |
| 2006 | 231.000  | 339.600  | 68,0     | 106       | 86              | 20              | 2.179                 | 8       | 38         | 210        | 101        |
| 2012 | 264.000  | 352.110  | 75,0     | 86        | 66              | 20              | 3.069                 | 11      | 30         | 172        | 88         |